# Witbuikhoningzuiger
De witbuikhoningzuiger (Cinnyris talatala; synoniem: Nectarinia talatala) is een zangvogel uit de familie Nectariniidae (honingzuigers).

## Verspreiding en leefgebied
Deze soort telt 2 ondersoorten:
- C. t. talatala: van zuidelijk Tanzania tot zuidelijk Angola, noordelijk Botswana, noordelijk Zuid-Afrika en Mozambique.
- C. t. arestus: oostelijk Zuid-Afrika.